# ليمور صوفي بيرياراسي
ليمور صوفي بيرياراسي (الاسم العلمي:Avahi peyrierasi) (بالإنجليزية: Peyrieras' woolly lemur)‏ هو نوع من الحيوانات يتبع جنس الليمور الصوفي من الفصيلة الإندرية.